# Cononaco
Cononaco ist eine Parroquia rural („ländliches Kirchspiel“) im Kanton Aguarico der ecuadorianischen Provinz Orellana. Verwaltungssitz ist die Ortschaft Kawimeno (oder Kawymeno), knapp 40 km südwestlich vom Kantonshauptort Tiputini am rechten Flussufer des Río Yasuní gelegen. Größere Siedlungen in der Parroquia sind Dikaro (oder Dicaro), Yarentaro und Bameno. Kleinere Siedlungen sind Gabaro, Boanamo, Cononaco Chico, Omere und Omaka-weno. Die Parroquia Cononaco besitzt eine Fläche von 6560 km². Die Einwohnerzahl lag im Jahr 2010 bei 519. Für das Jahr 2020 wurde eine Bevölkerung von 882 geschätzt. Die Bevölkerung besteht hauptsächlich aus der indigenen Ethnie der Waorani. Die Parroquia wurde am 19. August 1925 gegründet.

## Lage
Die Parroquia Cononaco liegt im Amazonastiefland im Südosten der Provinz Orellana. Der Río Cononaco begrenzt das Gebiet im Süden, der Río Tivacuno im Nordwesten, der Río Tiputini im Norden sowie der Río Nashiño im Nordosten. Der Río Yasuní durchquert den zentralen Teil der Parroquia in östlicher Richtung.
Die Parroquia Cononaco grenzt im Osten an Peru, im Süden an die Provinz Pastaza mit der Parroquia Curaray (Kanton Arajuno), im Westen, im Nordwesten und im Norden an die Parroquias Inés Arango, Alejandro Labaka und El Edén (alle drei im Kanton Francisco de Orellana) sowie im Nordosten an die Parroquias Capitán Augusto Rivadeneira, Tiputini und Nuevo Rocafuerte.

## Wirtschaft
In dem Gebiet wird an mehreren Stellen Erdöl gefördert.

## Ökologie
Der Ostteil der Parroquia befindet sich innerhalb des Nationalparks Yasuní.